# Slavětín nad Metují
Slavětín nad Metují é uma comuna checa localizada na região de Hradec Králové, distrito de Náchod‎.